# Иванов, Сергей Юрьевич (хирург)
Сергей Юрьевич Иванов (род. 20 сентября 1957 года) — российский хирург-стоматолог, специалист в области челюстно-лицевой хирургии, хирургической стоматологии и имплантологии, член-корреспондент РАН (2016).

## Биография
Родился 20 сентября 1957 года.
В 1979 году — окончил стоматологический факультет МГМСИ имени Н. А. Семашко (сейчас это МГМСУ).
С 1979 по 1981 годы — обучение в клинической ординатуре кафедры госпитальной хирургической стоматологии МГМСИ.
С 1981 по 1987 годы — работал в МГМСИ, штатный врач кафедры госпитальной хирургической стоматологии, ассистент кафедры госпитальной хирургической стоматологии.
С 1987 по 1996 годы — служба в органах МВД на различных должностях: заместитель начальника отделения челюстно-лицевой хирургии и стоматологии Центрального госпиталя МВД, Главный стоматолог МВД РФ.
С 1992 по 1993 годы — служил по направлению в Югославии в составе миротворческой миссии ООН, был награждён медалью ООН «За службу миру» и орденом «За личное мужество».
В 1996 году — работал в Великобритании старшим врачом отделения челюстно-лицевой хирургии и хирургической стоматологии (г. Бристол, Фречхей госпиталь).
С 1996 по 2008 годы — заведующий кафедрой факультетской хирургической стоматологии и имплантологии МГМСУ, заведующий кафедрой госпитальной хирургической стоматологии и челюстно-лицевой хирургии МГМСУ (2006—2008), декан стоматологического факультета МГСУ (2005—2008).
С 2008 года по 2014 годы — заведующий кафедрой челюстно-лицевой хирургии и имплантологии Нижегородской государственной медицинской академии (сейчас это — Приволжский исследовательский медицинский университет).
с 2014 года по настоящее время -  за заведующий кафедрой челюстно-лицевой хирургии и хирургической стоматологии Медицинского Института РУДН им Патриса Лумумбы
с 2017 года по настоящее время -  за заведующий кафедрой челюстно-лицевой хирургии Первого МГМУ им И.М.Сеченова (Сеченовский университет) 
В 1984 году — защитил кандидатскую диссертацию, тема: «Клинико-физиологическое обоснование премедикации при амбулаторных стоматологических операциях».
В 1994 году — защитил докторскую диссертацию, тема: «Использование физиологических возможностей организма больных в комплексе лечения после хирургических стоматологических вмешательств».
В 1997 году — присвоено учёное звание профессора.
В 2016 году — избран членом-корреспондентом РАН.

## Научная деятельность
Специалист в области челюстно-лицевой хирургии, хирургической стоматологии и имплантологии.
Автор более 450 научных статей, 50 патентов и изобретений, 8 книг.
Под его руководством защищено 65 кандидатских и 12 докторских диссертаций.
С 2007 года и по настоящее время — Президент стоматологической ассоциации хирургов-стоматологов и челюстно-лицевых хирургов России (СтАР).

## Награды
- Орден «За личное мужество»
- Медаль ООН «За службу миру»
- Премия РАМН (1995) — за книгу «Премедикация в условиях стоматологической поликлиники»
- Грант Президента РФ (2006) — «За научную школу» по стоматологической имплантологии